# Pharaphodius russatus
Pharaphodius russatus es una especie de escarabajo del género Pharaphodius, tribu Aphodiini. Fue descrita científicamente por Erichson en 1842.
Se distribuye por Senegal, en la ciudad de M'Bour. Mide aproximadamente 6,8 milímetros de longitud.